# Ливайн, Эмили
Эмили Ливайн (англ. Emily Levine; 23 октября 1944, Нашвилл — 3 февраля 2019, Беркли (Калифорния)) — американский комик, лектор и писательница, читавшая лекции о науке и развитии общества.

## Биография
Эмили Ливайн родилась в Нашвилле и выросла в Коннектикуте и Бруклине. После учёбы в Гарварде первой работой Эмили был дубляж спагетти-вестернов в Риме. По возвращении в Бруклин она занималась с детьми-аутистами и входила в любительскую комедийную группу The New York City Stickball Team.
В 1980-х Ливайн стала телевизионным продюсером и писателем сценариев, создавая такие шоу как: «Создавая женщину», Love & War и Dangerous Minds.
Ливайн работала радиокомментатором на радиостанции WNYC в Нью-Йорке. Также она создавала два женских шоу "It’s Not You, It’s the Universe: How to Have Your Cake and Eat It Too and Lose Weight и «How I Learned to Stop Worrying and Love the Free Market».
Она вела юмористическую колонку в газете Huffington Post.
В последние годы жизни проживала в Беркли, Калифорния.